# アークチュラス
アークチュラス (Arcturus) は、ノルウェーで結成されたシンフォニックブラックメタル、プログレッシヴブラックメタルバンド。
エンペラーやドッドハイムスゴード、ウルヴェルと言った著名なバンドからメンバーが数多く参加したオールスター・プロジェクト的な性格を持ち、アルバムごとに作風を大きく変えている。

## 来歴・音楽性
1stアルバム「Aspera Hiems Symfonia」は寒々しい空気感や妖艶なキーボードなどシンフォニック・ブラックメタルの基本盤と言われるアルバムとなっていた。
しかし、2ndアルバム「La Masquerade Infernale」からは最早ブラック・メタルと定義するのが困難な程、大胆に作風が変貌している。Garmのオペラ調ボーカルや展開の全く読めない奇怪なメロディは、一部で「前衛オペラ」と呼ばれ、純粋なブラックメタル・ファンよりも実験的な音楽を好むマニアックなファンに評価される傾向があった。
3rdアルバム「The Sham Mirrors」では再度一転しインダストリアル色を含んだキャッチーなシンフォニック・プログレッシヴ・メタルとなり、様々な層から評価を得た。
4thアルバム「Sideshow Symphonies」からは主要メンバーであったGarmが脱退、ボーカルには新たにSimen（Dimm BorgirではICS Vortexの名）を迎え、前作よりさらに邪悪な要素を取り除き独特の浮遊感が漂う「宇宙的」なプログレッシブメタルとなった。3rdアルバム発表の時点でメンバーが各々のバンド活動に集中する為に解散する予定であったが、紆余曲折を経てこの4thを発表。2007年に解散を発表する。
その後、2011年、再結成を発表した。2015年に5thアルバム「Arcturian」を発表した。このアルバムはドイツのアルバムチャートで15位を獲得した。
2017年3月、1349とのカップリングにて、初来日を果たす。

## メンバー

### 現在のメンバー
- ステイナー・スヴァルド・ヨンスン (Steinar Sverd Johnsen) - キーボード, ギター
ギターを担当していたのは初期のみ。コヴナント、サテリコンに参加していた時期もある。
- ヤン・アクセル・"ヘルハマー"・ブロンベルク (Jan Axel "Hellhammer" Blomberg) -  ドラム
メイヘムなどでも活動中。また、ディム・ボルギルにもサポートメンバーとして参加している。現在までに、コヴナント等の様々なバンドに参加している。
- クヌート・マグナ・ヴァレ (Knut Magne Valle) - ギター
- ヒュー・"スコール"・ミンガイ (Hugh "Skoll" Mingay) - ベース
- シームン・ヘストネズ (Simen Hestnæs) - ヴォーカル
ICS・ヴォ―テックス (ICS Vortex)の名で、ディム・ボルギルでベーシストとして活動していた。

### 旧メンバー
- クリストフェル・リッグ (Kristoffer Rygg) - ヴォーカル
Garm, G. Wolf, G. Rexなどの名でウルヴェルで活動している。
- カール・アウグスト・ティドマン (Carl August Tidemann) - ギター
- トマス・トルモッドサーテル・ハウゲン (Thomas Thormodsæter Haugen) - ギター
サモス (Samoth)の名でエンペラー、ザイクロンなどで活動している。
- マリウス・ヴォード (Marius Vold) - ベース, ヴォーカル
- ダグ・F.・グラヴェン (Dag F. Gravem) - ベース
- エイヴィンド・ハーゲラン (Øyvind Hægeland)  - ヴォーカル
- トゥーレ・ムーレン (Tore Moren) - ギター

## ディスコグラフィー

### アルバム
- Aspera Hiems Symfonia (1996)
- La Masquerade Infernale (1997)
- The Sham Mirrors (2002)
- Sideshow Symphonies (2005)
- Arcturian (2015)

### EP
- My Angel (1991)
- Constellation (1994)

### 映像作品
- Shipwrecked In Oslo (2006)